# Обама (город)
Обама (яп. 小浜市 Обама-си) — город в Японии, находящийся в префектуре Фукуи. Площадь города составляет 232,87 км², население — 30 021 человек (1 июля 2014), плотность населения — 128,92 чел./км².

## История
Обама являлся важным портом уже к концу эпохи Камакура, через него везли рис и рыбу.

## Географическое положение
Город расположен на острове Хонсю в префектуре Фукуи региона Тюбу. С ним граничат город Такасима и посёлки Вакаса, Ои.
Город лежит на берегу бухты Обама, которая вдаётся в побережье центральной части залива Вакаса.

## Население
Население города составляет 30 021 человек (1 июля 2014), а плотность — 128,92 чел./км². Изменение численности населения с 1980 по 2005 годы:
| 1980 | 34 049 чел. |  |
| 1985 | 34 011 чел. |  |
| 1990 | 33 774 чел. |  |
| 1995 | 33 496 чел. |  |
| 2000 | 33 295 чел. |  |
| 2005 | 32 182 чел. |  |

## Символика
Деревом города считается клён, цветком — рододендрон.